# Nicholas Taylor (quần vợt)
Nicholas Taylor (sinh ngày 12 tháng 11 năm 1979) là một vận động viên quần vợt xe lăn người Hoa Kỳ. Nicholas bắt đầu chơi quần vợt vào năm 14 tuổi. Anh thắng được 297 trận đấu. Anh giành được đôi xe lăn quad tại Giải quần vợt Mỹ Mở rộng 2014 cùng với David Wagner, đánh bại Andrew Lapthorne và Lucas Sithole ở trận chung kết.